# 페르시아의 왕자: 시간의 모래
《페르시아의 왕자: 시간의 모래》(Prince of Persia: The Sands of Time)는 유비소프트가 개발, 출시한 3인칭 액션 어드벤처 게임 퍼즐 플랫폼 비디오 게임이다. 2003년 3월 처음 모습을 등장한 이 게임은 게임보이 어드밴스, 플레이스테이션 2, 게임큐브, 엑스박스, 마이크로소프트 윈도우용으로 2003년 11월에 출시되었다.

## 반응
북아메리카 데뷔 기간 중 이 게임은 판매량이 저조하였다.
《페르시아의 왕자: 시간의 모래》는 런칭을 하자마자 비평가의 절찬을 받았다.